# Phong-árnyalás

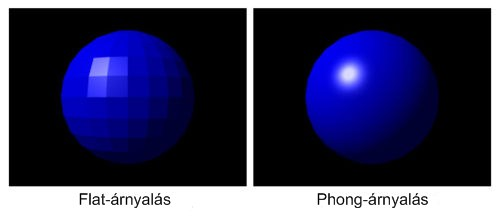
Phong-árnyalás interpolációjára példa

A Phong-árnyalás az illuminációs képletben felhasznált normálvektort interpolálja a háromszög csúcspontjaiban érvényes normálvektorokból. Az illuminációs képletet pedig minden pixelre külön határozza meg.
A phong-árnyalás a színtérben nemlineáris interpolációnak felel meg, így nagyobb poligonokra is megbirkózik a tükrös felületek gyorsan változó radianciájával.

## Az algoritmus
A Phong-árnyalás programja a következő:
{\displaystyle X_{start}=X_{1}+0.5,~~~X_{end}=X_{1}+0.5,~~~{\overrightarrow {N}}_{start}={\overrightarrow {N}}_{1}}
{\displaystyle {\mathtt {for}}~~~Y=Y_{1}~{\mathtt {to}}~Y_{2}~~~{\mathtt {do}}}
{\displaystyle ~~~~~~{\overrightarrow {N}}={\overrightarrow {N}}_{start}}
{\displaystyle ~~~~~~{\mathtt {for}}~~~X={\mathtt {Trunc}}(X_{start})~{\mathtt {to}}~{\mathtt {Trunc}}(X_{end})~~~{\mathtt {do}}}
{\displaystyle ~~~~~~~~~~~~(R,G,B)={\mathtt {ShadingModel}}({\overrightarrow {N}})}
{\displaystyle ~~~~~~~~~~~~{\mathtt {Pixel}}(X,~Y,~{\mathtt {Trunc}}(R),~{\mathtt {Trunc}}(G),~{\mathtt {Trunc}}(B))}
{\displaystyle ~~~~~~~~~~~~{\overrightarrow {N}}\mathrel {+} =\delta {\overrightarrow {N}}_{X}}
{\displaystyle ~~~~~~{\mathtt {endfor}}}
{\displaystyle ~~~~~~X_{start}\mathrel {+} =\delta X_{Y}^{s},~~~X_{end}\mathrel {+} =\delta X_{Y}^{e},~~~{\overrightarrow {N}}_{start}\mathrel {+} =\delta {\overrightarrow {N}}_{Y}^{s}}
{\displaystyle {\mathtt {endfor}}}